# Двуязычный любовник
«Двуязычный любовник» (исп. El Amante Bilingue) — кинофильм. Экранизация одноимённого романа Хуана Марсе.

## Сюжет
Главный герой, Хуан Марес (Иманоль Ариас) — человек с мягким характером. Его супруга, Норма Валенти (Орнелла Мути) — представительница высокого социального класса. Между ними большие культурные различия. При этом они женаты уже пять лет.
Однажды Хуан возвращается домой и застаёт Норму с любовником — чистильщиком обуви. После этого инцидента они расстаются.
Хуан зарабатывает деньги на барселонских улицах игрой на аккордеоне. По улице идет группа молодчиков фашистского толка, один из них бросает бутылку с зажигательной смесь, после чего лицо Хуана становится обезображенным.
Прошло несколько лет. Хуан продолжает играть на аккордеоне, носит маску на лице, любит Норму.

## В ролях
- Орнелла Мути — Норма Валенти
- Иманоль Ариас — Хуан Марес
- Лолес Леон — Висента
- Хавьер Бардем — чистильщик обуви

## Премии и номинации
- 1994 — номинант премии «Гойя» в категории «за лучший адаптированный сценарий»

## Съёмки
- Действие фильма происходит в Барселоне. В кадре городские пейзажи, костюмированный карнавал. Хуан играет на аккордеоне, сидя на улице Рамбла, на ступенях Собора Святого Креста в Готическом квартале.